# Gijang-gun (Busan)
Gijang-gun (en coreano: 기장군); es un condado situado entre Haeundae-gu en el norte de Busan y Ulsan, Corea del Sur.
Gijang aparece por primera vez con su nombre actual en el año 757, durante el período de Silla Unificada. En ese momento se hizo la hyeon de Gijang, parte de Dongnae-gun. El Samguk Sagi registra que era conocido como Gaphwayanggok previamente. Hitos históricos en el condado incluyen el templo budista de Jangansa, dice que se han construido por primera Wonhyo en el siglo séptimo.
Gijang-gun es la más rural de los distritos de Busan, y consiste sobre todo en terrenos baldíos y agrícola. Aproximadamente 156.7 de sus 217,9 kilómetros cuadrados están vacíos y boscosa, principalmente tierra montañosa. La población del condado ha aumentado de manera constante desde 1990, cuando se situó en 56.847. Debido a su ubicación a lo largo de la costa del Mar de Japón (Mar del Este de Corea), Gijang-gun es conocido como un centro para la producción de diversos tipos de mariscos. Estos incluyen las anchoas y las algas pardas (miyeok / Undaria pinnatifida).
Gijang-gun es también la residencia actual de la nueva Escuela de Relaciones Exteriores Internacional de Busan, que el Ministerio de Educación recientemente pasó de 46.9 mil millones de won. Aparte de los sitios histórico-culturales y budista mencionados anteriormente, otros puntos de interés en Gijang-gun incluyen Parque Pottery Toam y Ilgwang Playa.

## Divisiones administrativas
- Gijang-eup
- Jangan-eup
- Cheolma-myeon
- Ilgwang-myeon
- Jeonggwan-myeon